# Euphrynichus
Euphrynichus is een geslacht van de zweepspinnen (Amblypygi), familie Phrynichidae. Het geslacht bestaat uit 2 nog levende soorten.

## Soorten
- Euphrynichus amanica - (Werner, 1916)
- Euphrynichus bacillifer - (Gerstaecker, 1873)